# Mäksa
Mäksa – wieś w Estonii, w prowincji Tartu, w gminie Mäksa.